# Edward Rosewater
Edward Rosewater (rodným jménem Edward Rosenwasser, 21. ledna 1841 Bukovany u Příbrami – 30. srpna 1906 Omaha) byl česko-americký politik americké republikánské strany, abolicionista, redaktor a vydavatel novin v Omaze v Nebrasce. V mládí se na straně Unie zapojil do americké občanské války. V politice měl pověst „agresivního a kontroverzního muže“ a byl vlivným členem Republikánské strany státu Nebraska. Výrazně se zasloužil o příliv českých přistěhovalců do Omahy.

## Životopis

### Mládí
Narodil se v Bukovanech v Čechách židovské rodině, během roku 1854 pak společně s rodinou emigroval do Spojených států. Usadili se v Clevelandu v Ohiu. Navštěvoval obchodní vysokou školu.

### Abolicionistické hnutí
Navštěvoval obchodní vysokou školu. Poté se stal zaměstnancem telegrafní společnosti. Pracoval v Oberlinu v Ohiu během roku 1859, v době případu Wellington, oslavovaného jako precedentní vítězství abolicionismu. Během té doby Rosewater spolupracoval mj. se Simeonem Bushnellem či Charlesem Langstonem. Vypuknutí americké občanské války roku 1861 ho jako zaměstnance Southwestern Telegraph Company (později Western Union) zastihlo v Alabamě, tedy na území americké Konfederací. Nedalo se uniknout, byl internován a následně převezen do Nashvillu v Tennessee.
Během svého pobytu v Alabamě přepsal řeč, ve které prezident Konfederace Jefferson Davis přísahal, že „pronese meč a pochodeň napříč severními městy“, a zaslal přepis agentuře Associated Press. V pozdějších sporech mezi Davisem a Rosewaterem o správnost znění projevu o mnoho let později Davis naznačil (tak Rosewater tvrdil), že „na základě informací, které mohl získat, byl (Rosewater) špión Unie a nebyl proto přijat do dobré společnosti severní Alabamy“. Když síly Unie znovu dobyly Nashville během února 1862, Rosewater nabídl své služby armádě Severu a dohlížel pak na obnovu armádních telegrafních linek přes tzv. Cumberland Gap. Následovala krátká návštěva jeho rodiny v Clevelandu, po které narukoval do United States Army Telegraph Corps, kde pak sloužil u generála Johna C. Frémonta během jeho tažení v Západní Virginii.
Později byl Rosewater přidělen ke štábu generála Johna Popea a zůstal s ním až do druhé bitvy o Bull Runu. Poté byl umístěn ve Washingtonu, D.C. Během jeho služby u telegrafního úřadu Bílého domu byl Rosewater mj. zodpovědný za telegrafní odvysílání Emancipační proklamace amerického prezidenta Abrahama Lincolna vydanéné dne 1. ledna 1863. 

### V Omaze
Během léta 1863, kdy Rosewater přišel do Omahy, tu byla konečná stanice linky Pacific Telegraph Company. Pracoval zde jako manažer společnosti Western Union a agent tiskové agentury Associated Press, záhy se pak stal korespondentem několika deníků z amerického Východního pobřeží v Omaze. Rosewater 13. listopadu 1864 se v Clevelandu oženil s Leah Colmanovou, po svatbě manželé společně odjeli do Omahy, kde započali společný život.
Během podzimu 1870 byl Rosewater zvolen do nebraské Sněmovny reprezentantů. Následujícího roku inicioval vznik novin Omaha Bee. Necelý měsíc po vzniku Omaha Bee byl založen také týdeník Pokrok Západu, první česky psané noviny v Omaze. V rámci působení v zákonodárném sboru se mj. podílel na vytvoření Omaha Board of Education, první vzdělávací komise ve městě.
Pod jeho redakčním vedením noviny Omaha Bee podporovaly progresivní myšlenky, jako např. vytvoření školní rady pro veřejné školy Omaha, přímé volby senátorů, zároveň se list např. postavil proti volebnímu právu žen. Dobová recenze jeho stylu psaní poznamenala, že psal „stručně, výstižně a jasně, a zejména v politických kampaních je neúnavným a neohroženým bojovníkem“. 

Budova Bee Building v Omaze

Rosewater sloužil v Republikánském národním výboru během konce 19. století. Během roku 1888 nechal postavit Bee Building, dominantu Omahy, později zbořenou v roce 1966. Během roku 1897, na příkaz prezidenta McKinleyho, přijel Rosewater opět do Washingtonu D.C., aby řídil americkou delegaci na Kongresu Světové poštovní unie, mezinárodního orgánu odpovědného za podporu efektivity toku pošty ze země do země, pověřený toho roku zajištěním levnějšího mezinárodního poštovného. Tato zkušenost ovlivnila jeho práci jako organizátora výstavy v Trans-Mississippi v roce 1898, neboť vymohl u pošty, aby vytvořila speciální sérii devíti známek připomínající výstavu Trans-Mississippi, a obecně mu byl přičítán díl z velkého úspěchu této akce. Nejvýnosnější akcí výstavy, tzv. Indiánského kongresu, který svolal zástupce asi 35 kmenů, byl podle hlavního etnologického konzultanta kongresu Jamese Mooneyho „dítě (Rosewaterova) mozku, a jeho „úspěšný výsledek byl způsoben především jeho neúnavným aktivitu a neochvějnou odvahu." 
Rosewater také vedl dvě prohrané kampaně o křeslo amerického senátu v Nebrasce.
Edward Rosewater zemřel v budově Omaha Bee 30. srpna 1906 ve věku 65 let.

### Kontroverze
Rosewater neustále redakčně prosazoval svou vlastní verzi a vyznění zpráv a často se dostával do konfrontací, přičemž jedné z nich byla věnována i titulní strana v The Day's Doings, senzacechtivém newyorském deníku. V jiné kauze byl Rosewater málem zabit místním dělníkem poté, co Omaha Bee informoval o tajném romantickém vztahu dotyčného muže. Rosewaterův styl a zacházení se zprávami jej vystavili kritice jeho žurnalistiky, ale také zavdávali k osobním útokům, z nichž více než jeden byl svou povahou antisemitský.

### Odkaz
Bezprostředně před svou smrtí se Rosewater podílel na založení Amerického židovského výboru. Poté, co v 65 letech náhle zemřel, vstoupil do AJC místo něj jeho syn Victor Rosewater. Během roku 1957 Columbia Broadcasting System a AJC produkovaly dramatickou televizní show vyobrazující mj. Rosewaterův příjezd do Omahy, jeho postoj proti otroctví a jeho novinářský styl.
Novinový zpravodajský styl Edwarda Rosewatera vedl k tomu, že Omaha Bee byla považována za příklad tzv. žlutého žurnalismu. Kritici věřili, že jeho senzacechtivé zprávy přispěly k napětí, které vyústilo v rasově motivované nepokoje v Omaze v roce 1919 namířené zejména proti Afroameričanům.
Během roku 1910 byla na počest postavena škola Rosewater School of Omaha.